# Sapa-Sapa
Sapa-Sapa est une localité de la province de Tawi-Tawi, aux Philippines. En 2015, elle comptait 30 917 habitants.